# 신경 (고려)
신경(辛鏡, ?~?)은 송나라 문관 출신의 한국 성씨인 영산 신씨의 시조이다.
송나라 팔학사의 일원으로 고려에 동래하고 1138년(인종 16년)에 문과에 급제하여 금자광록대부 문하시랑평장사(金紫光錄大夫 門下侍郞平章事)직에 오르게 되었다.